# Karl Heinrich Burow

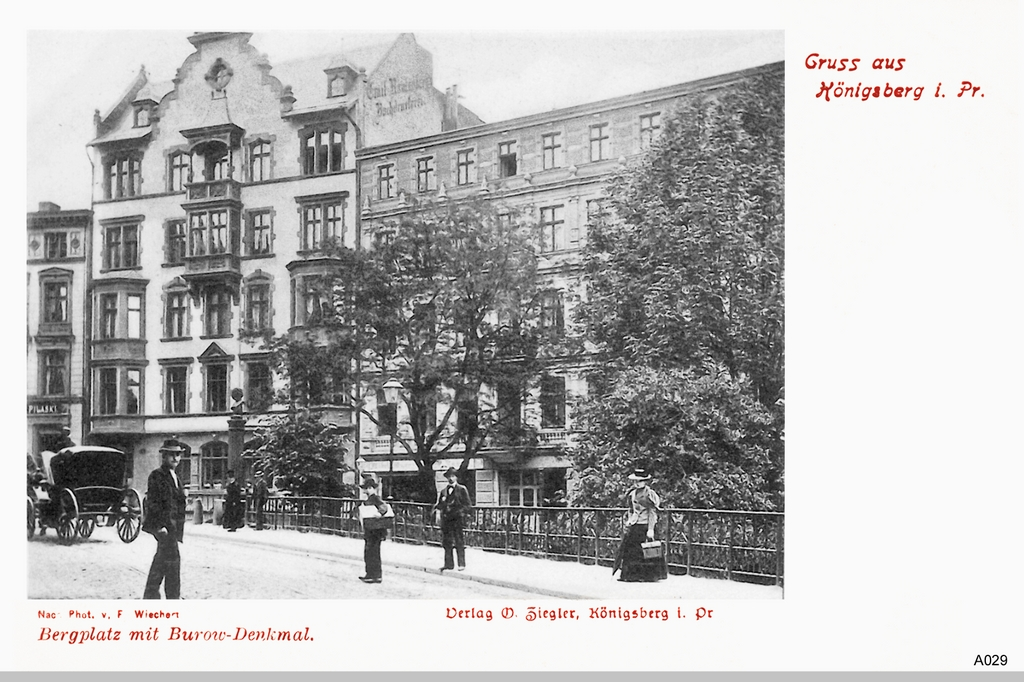
Der Bergplatz mit dem Burow-Denkmal

Karl Heinrich August Burow, auch Karl August Burow, (* 10. November 1809 in Elbing; † 15. April 1874 in Königsberg (Preußen)) war ein deutscher Chirurg und Augenarzt.

## Leben
Der Sohn eines Regierungssekretärs besuchte das Gymnasium in Danzig und studierte ab 1830
an der Albertina Medizin. Zu seinen Lehrern gehörten Friedrich Burdach und Karl Ernst von Baer. Später wurde er mit Johann Friedrich Dieffenbach bekannt, der sein Vorbild war. Burow ließ sich 1836 in Königsberg als Arzt nieder. Er habilitierte sich 1839 und wurde 1844 außerordentlicher Professor an der Albertina. 1846 gründete er eine Privatklinik, die er der Albertina als Poliklinik zur Verfügung stellte. Burow legte 1859 seine Professur nieder und wurde zum Geheimen Sanitätsrat des Stadtmagistrats von Königsberg ernannt.
Er war 1866 und 1870 konsultierter Generalarzt im Felddienst. Burow erfand den Liquor Burowi, die essigsaure Tonerde für Umschläge. Burow führte die Dieffenbachsche Schieloperation in Ostpreußen ein und gehörte zu den Verfechtern der offenen Wundbehandlung. Mit der Methode des seitlichen Dreiecks, auch als Burow-Operation bezeichnet, entwickelte er eine neue Methode der Blepharo- und Cheiloplastik. Weiterhin konstruierte er ein Ophthalmometer.
Als Arzt war er bei den Patienten außerordentlich beliebt, die nach seinem Tod die Burow-Büste stifteten und sie von seinem Wohnhaus auf dem Bergplatz in Königsberg aufstellten. Sein Urenkel Ernst Meyer hatte sie auf dem Hamburger Glockenfriedhof gefunden und schenkte sie dem Studentenwohnheim Collegium Albertinum in Göttingen.
Burow war Freimaurer und von 1841 bis zu seinem Tod im Jahr 1874 Mitglied der Loge Zum Todtenkopf und Phoenix in Königsberg.